# Huecas
Huecas település Spanyolországban, Toledo tartományban. Huecas Novés, Fuensalida, Villamiel de Toledo, Rielves és Barcience községekkel határos. Lakosainak száma 875 fő (2024).

## Népesség
A település népessége az utóbbi években az alábbiak szerint változott:
| Lakosok száma | 492  | 519  | 520  | 630  | 711  | 656  | 654  | 710  | 810  | 875  |
|               | 2001 | 2004 | 2007 | 2009 | 2012 | 2014 | 2017 | 2019 | 2022 | 2024 |